# Занде (Нижня Саксонія)
Занде (нім. Sande) — сільська громада в Німеччині, розташована в землі Нижня Саксонія. Входить до складу району Фрисландія.
Площа — 45 км2. Населення становить 8570 ос. (станом на 31 грудня 2021).